# En pokkers Tøs
En pokkers Tøs er en amerikansk stumfilm fra 1917 af Edwin Stevens.

## Medvirkende
- Violet Mersereau som Jack Channing.
- Sidney Mason som Bob Ridgeway.
- Florida Kingsley som Agatha Channing.
- Caroline Harris som Martha Channing.
- Maud Cooling som Mrs. J. Ridgeway.